# Dietmar Schmidt
Dietmar Schmidt, född 29 april 1952 i Zwickau, är en östtysk handbollsspelare.
Han tog OS-guld i herrarnas turnering i samband med de olympiska handbollstävlingarna 1980 i Moskva.